# Slavoniens och Baranjas kroatiska demokratiska förbund
Slavoniens och Baranjas kroatiska demokratiska förbund (kroatiska: Hrvatski demokratski savez Slavonije i Baranje, förkortat HDSSB) är ett politiskt parti i Kroatien. Partiet är ett regionalt högerparti som värnar landsdelen Slavoniens och Baranjas intressen i den nationella politiken. Partiordförande är Vladimir Šišljagić och partiet har sex mandat (2011) i det kroatiska parlamentet Sabor.

## Historia
Partiet bildades den 6 maj 2006 sedan lokala partimedlemmar av Kroatiska demokratiska unionen lämnade partiet och grundade ett nytt parti.

## Partiledare
- Branimir Glavaš, 2006-2009
- Vladimir Šišljagić, 2009-